# Bormida di Spigno
La Bormida di Spigno è un torrente che scorre al confine tra Liguria e Piemonte. Lunga circa 80 km, è considerata da molti il ramo sorgentizio orientale del fiume Bormida, anche se il corso principale dello stesso fiume viene calcolato sul ramo di Millesimo, perché più lungo e ricco d'acqua, nonostante questo sia quello che bagna Cairo Montenotte, ovvero il più importante centro abitato di tutta l'Alta Val Bormida, nonché unica località ligure non situata sul mare ad essere insignita del titolo formale di città.

## Il corso del fiume
Nasce in Liguria, in provincia di Savona, dalla confluenza nei pressi di Carcare di due rami minori: la Bormida di Pallare (il ramo sinistro, quello più ricco d'acque) e la Bormida di Mallare (quello destro), entrambi provenienti dal Pian dei Corsi (1000 m), zona di transizione tra catena alpina e catena appenninica. 

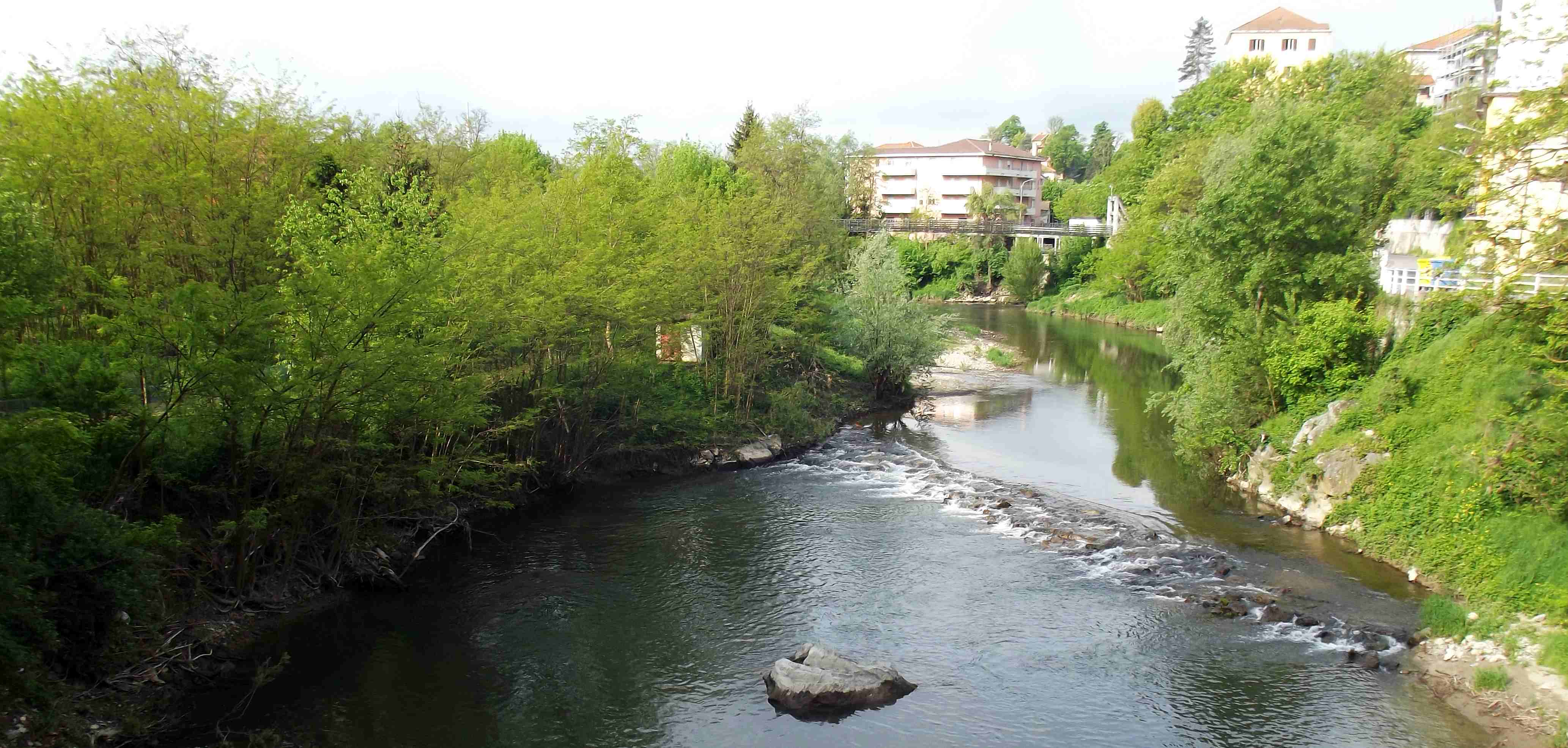
Il torrente a Dego.

Presso la confluenza dei due rami (che precisamente avviene tra Cairo Montenotte e Carcare presso la frazione di San Giuseppe di Cairo) il fiume viene subito sbarrato da una diga che crea il piccolo bacino Montecatini, utilizzato per la produzione di energia elettrica e dal quale deriva le acque del fiume la grossa zona industriale cairese.
Da qui il fiume (con portata ridotta e visibilmente inquinato) prosegue attraversando molti comuni, tra i quali la stessa città di Cairo Montenotte, dove riacquista di nuovo la sua portata normale, sino a Rocchetta Cairo, Dego (dove un altro sbarramento toglie al fiume gran parte della portata) e Piana Crixia, centri tutti situati in provincia di Savona. Scorrendo a tratti incassato tra aspri rilievi tufacei il fiume entra poi in Piemonte scorrendo, in provincia di Alessandria, con portata perennemente ridotta. 
Qui bagna Merana, aprendosi un varco tra le aspre colline dell'alto Monferrato, e, una volta giunto alle porte di Spigno Monferrato, riprende vigore, riacquistando la sua portata e ricevendo il suo maggior affluente di destra: il torrente Valla (1,5 m³/s).
La valle si allarga e il fiume scorre con corso sinuoso, creando spettacolari calanchi di erosione sui versanti delle colline. 
Entra poi per un brevissimo tratto in provincia di Asti a Mombaldone, dove sbarrato forma il lago di Casorzo e bagna il comune di Mombaldone, dopodiché rientra in provincia di Alessandria presso Denice, dove sbarrato forma il lago di Menasco.
Da qui scorre sino a giungere nei pressi di Ponti, dove funge da confine tra le province di Alessandria e Asti fino alla confluenza nella Bormida.

## Regime idrologico
La Bormida di Spigno è un fiume dal regime spiccatamente torrentizio con piene molto violente nei periodi piovosi e magre accentuatissime in estate.
La portata media annua è sufficientemente copiosa (oltre 7 m³/s presso la confluenza con la Bormida) ma assai irregolare.
Il fiume risente in particolare le fortissime magre estive e invernali causate anche dall'eccessivo sfruttamento delle sue acque, tanto da rimanere per ampi tratti quasi perennemente in secca, e causando così problemi di inquinamento per insufficiente capacità auto-depurativa.